# Ванецян, Артур Гагикович
Артур Гагикович Ванецян (арм. Արթուր Գագիկի Վանեցյան; род. 8 декабря 1979, Ереван) — армянский государственный и политический деятель, директор Службы национальной безопасности Армении. С 22 сентября 2018 по 21 ноября 2019 года — президент Федерации футбола Армении.

## Биография
Родился 8 декабря 1979 года в Ереване. В 1995 году окончил среднюю школу №2 в Ереване. В 1997—1999 годах служил в Вооружённых силах Армении.
В 1999 году окончил Армянскую сельскохозяйственную академию, в 2003 году — Санкт-Петербургский институт внешнеэкономических связей, экономики и права (заочно).
С отличием окончил Академию Федеральной службы безопасности России.

### Карьера
В декабре 2000 года поступил на службу в органы национальной безопасности Армении на должность младшего оперуполномоченного. В 2002 году прошёл переподготовку в академии ФСБ России. В 2015 году указом президента Армении был награждён медалью «За боевые заслуги»; также неоднократно поощрялся руководством Совета национальной безопасности и Министерства обороны.
В 2016—2018 годах занимал должность заместителя начальника управления по Еревану Службы национальной безопасности.
10 мая 2018 года по представлению премьер-министра Армении Никола Пашиняна и указом президента Армении назначен директором Службы национальной безопасности. 16 сентября 2019 года был отправлен в отставку по предложению премьер-министра Армении.
22 сентября 2018 года Артур Ванецян, будучи единственным кандидатом, был избран президентом Федерации футбола Армении.
С 10 ноября 2020 года Ванецян принимал активное участие в протестах с требованием отставки премьер-министра Армении из-за подписания соглашения о прекращении огня в Карабахе. 14 ноября адвокат Лусине Саакян заявила, что его задержали по подозрению в подготовке убийства премьер-министра Никола Пашиняна.
Артур Ванецян является одним из лидеров Блока "Честь имею". На внеочередных выборах в парламент Армении, которые прошли 20 июня, по данным ЦИК, блок "Честь имею" набрал 5,23 % голосов избирателей.
17 февраля 2022 года Артур Ванецян по прямому эфиру обратился к людям с просьбой прийти на площадь Свободы и выразить свой протест против позиции властей Армении по поводу Нагорно-Карабахской Республики.

## Семья
Женат, имеет двух сыновей и дочь.